# Benga
Адегбенга Адехумо (известный как Benga; род. 28 ноября 1986, Кройдон, Большой Лондон, Англия, Великобритания) — британский музыкант, известный как пионер производства дабстеп-пластинок. Он был представлен в различных сборниках, включая Warrior Dubz Мэри Энн Хоббс, Tempa’s The Roots of Dubstep и юбилейный микс BBC Radio 1Xtra.

## Дискография

### Альбомы
| Название                 | Детали                                                                   | Наивысшая позиция чартов |
| ------------------------ | ------------------------------------------------------------------------ | ------------------------ |
| Newstep                  | - Выпущен: 2006 - Лейбл: Benga Beats - Формат: CD                        | -                        |
| Diary of an Afro Warrior | - Выпущен: 10 марта 2008 - Лейбл: Tempa - Форматы: CD, винил, цифровой   | 139                      |
| Chapter II               | - Выпущен: 6 мая 2013 - Лейбл: Sony Music - Форматы: CD, винил, цифровой | 93                       |